# 美国总统当选人

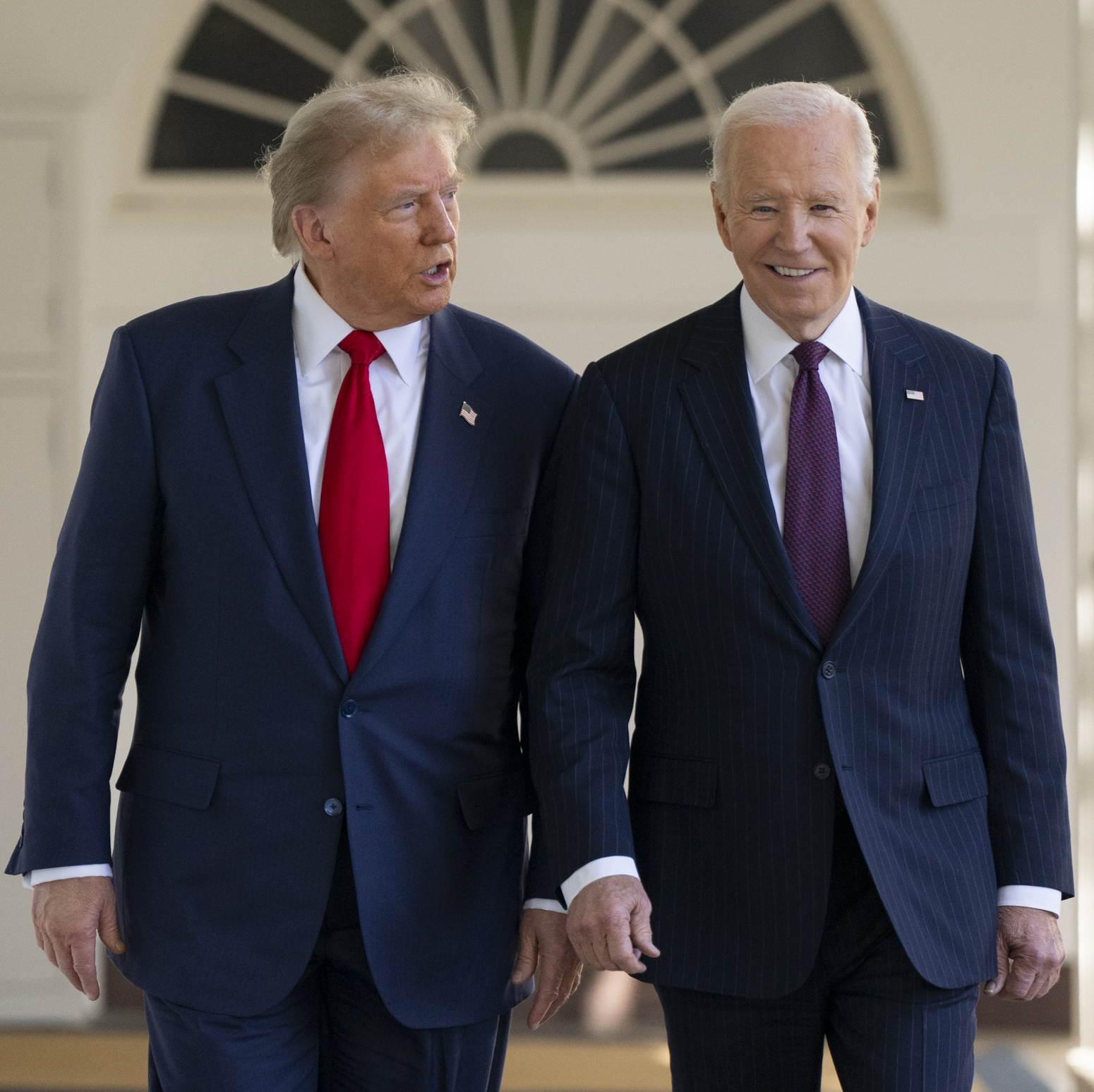
2024年11月13日，美國總統當選人唐納·川普和時任總統乔·拜登

美国总统当选人或美国当选总统（英語：President-elect of the United States）是指确定在美国总统选举中获胜并等待就任总统的人。《美国宪法》中并没有明确指出此人何时成为當選人。“总统当选人”或“当选总统”是一个非正式术语，几十年来一直被媒体使用。政治家们将这一术语用于宣布获胜者，有时甚至在选举当晚后不久即使用。
由公民投票的选举是在11月初举行，各州会选出決定美国总统的选举人团席次，而选举人团成员決定美国总统的正式投票是在12月中旬进行，并交付至国会的联席会议确认，之后通常在1月20日举行总统就职典礼（宣誓就职）。唯一与总统选举获胜者直接相关的宪法规定是其能否进行宣誓。自1963年以来，美国联邦法律授权联邦总务署确定谁是显而易见的选举获胜者，并促进向当选总统的过渡团队移交工作的基本运作。按照惯例，在选举和就职典礼之间的这段时间里，总统当选人要积极做好承担总统职责的准备，并与即将离任的（或称跛脚鸭）总统合作，以确保所有总统职责的顺利交接。總統當選人有權閱讀《總統每日簡報》。
赢得连任的现任总统一般不被称为总统当选人，因为他们已经在任，而非等待上任总统。同样地，如果一位副总统因总统去世、辞职或被弹劾遭免职而继任总统职务，他也不会被称为总统当选人，因为他会立即成为总统。另一方面，现任副总统如果经选举当选为总统则被称为总统当选人。

## 副总统当选人
在总统过渡期，总统当选人的竞选搭档被称为副总统当选人（Vice President-elect）。